# مانپدا (فیلم)
مانپدا یک فیلم هندی به زبان مالایالام است که در سال ۱۹۷۱ به کارگردانی پما عزیز و تولید شده توسط بهادر ساخته شده است. بازیگران این فیلم جیاب هراتی، جسی، تی اس موتایا و پرم ناواس در نقش های اصلی هستد. موسیقی این فیلم توسط ام اس بابوراج ساخته شده است.

## بازیگران
- جیاب هراتی
- جسی
- تی اس موتایا
- پرم ناواس
- بهادر
- نلیکد بهاسکران

## موسیقی متن فیلم
موسیقی این فیلم توسط ام اس بابوراج ساخته شده و اشعار آن توسط اسریکاماران تامپی نوشته شده شده است.
| شماره. | آهنگ                  | خوانندگان                | شعر               | طول |
| 1      | Neelathaamarapoove    | راویندران                | اسریکاماران تامپی |     |
| 2      | Ushassinte Gopurangal | راویندران، کاچین ابراهیم | اسریکاماران تامپی |     |